# Vukovarska pasija i križni put
Vukovarska pasija i križni put je hrvatski dokumentarni film Hrvatske televizije, redatelja Eduarda Galića. Stručni suradnik i ilustrator u izradi dokumentarnog filma bio je Nenad Barinić.